# Opòssum llanós groc
L'opòssum llanós groc (Caluromys philander) és una espècie d'opòssum de Sud-amèrica. Està limitat únicament als boscos humits. Com la resta de membres del gènere Caluromys, l'opòssum llanós groc és una espècie de marsupial marcadament arborícola i es diferencia dels opòssums didelfins pel seu quocient d'encefalització més gran i una menor mida de les ventrades. S'alimenta de fruits, nèctar, invertebrats i petits vertebrats.